# Matthew Moore
Matthew Moore (8 de enero de 1888 – 20 de enero de 1960) nació en Fordstown Crossroads, Condado de Meath, Irlanda. Él y sus hermanos Tom y Owen emigraron a los Estados Unidos, y los tres fueron a Hollywood, California, consiguiendo carreras de éxito en el cine.
También tuvo otros dos hermanos, Joe (1895–1926) y Mary (1890–1919).
Una vez que sus hermanos se habían asentado en la industria cinematográfica, Matt Moore hizo su primera película en 1913 y continuó actuando regularmente hasta el momento de su muerte. Contribuyó al guion en varias de sus películas. La película White Tiger se inspiró en un viaje de caza en África en el cual Moore luchó con un tigre blanco. 
Falleció en Hollywood y fue enterrado en el Cementerio Calgary en el Este de Los Ángeles. 
Tiene una estrella en el Paseo de la Fama de Hollywood, en el 6301 de Hollywood Blvd. Moore tenía mucho cariño a sus dos gatos, tanto que aparecieron en varias de sus películas, los cuales obtuvieron una estrella en la sección animal del Paseo de la Fama. 
Filmografía parcial: 
- The Pride Of The Clan - (1916)
- 20,000 Leguas de viaje submarino - (1916)
- The Dark Star - (1919)
- White Tiger - (1923)
- Coquette - (1926) (Mary Pickford, su antigua cuñada, fue la protagonista de esta película)
- The Front Page - (1931)
- Rain - (1932)
- Little Orphan Annie - (1932)
- Deluge - (1933)
- Range War - (1939)
- Santa Fe Marshal - (1940)
- Wilson - (1944)
- Neptune's Daughter (La hija de Neptuno) - (1949)
- That Forsyte Woman (La dinastía de los Forsyte) - (1949)
- The Big Hangover - (1950)
- Malaya (Malaca) - (1950)
- The Great Caruso (El gran Caruso) - (1951)
- Three Guys Named Mike (Tres hombres llamados Mike) - (1951)
- Plymouth Adventure (La nave del destino) - (1952)
- Latin Lovers (Mi amor brasileño) - (1953)
- Executive Suite (La torre de los ambiciosos) - (1954)
- Siete novias para siete hermanos - (1954)
- The Last Time I Saw Paris (La última vez que vi París) - (1954)
- The King's Thies (El capitán del rey) - (1955)
- An Affair to Remember (Tú y yo) - (1957)
- I Bury the Living (Entierro a los vivos) - (1957)